# Spathius perdebilis
Spathius perdebilis är en stekelart som beskrevs av Perkins 1910. Spathius perdebilis ingår i släktet Spathius och familjen bracksteklar. Inga underarter finns listade i Catalogue of Life.